# Jonatan Di Giosia
Jonatan Di Giosia Alonso (Vigo, Pontevedra, Galicia, España, 28 de febrero de 1994), más conocido como Jony Di Giosia, es un entrenador y director de cantera de fútbol español que actualmente es el director de fútbol base  del  Club León de la primera división de México ( MX). 

## Trayectoria

### Como jugador
Se formó en la bases del Pontevedra CF, en el que llegó a formar parte de su equipo filial en la temporada 2012-13.

### Como entrenador
Comenzó su trayectoria en los banquillos en las categorías inferiores de la Agrupación Deportiva Alcorcón. En la temporada 2016-17, sería segundo entrenador de Alfredo Santaelena en la UD Sanse de la Segunda División B de España.
Tras regresar a la Agrupación Deportiva Alcorcón en 2018, en la temporada 2019-20 se hace cargo de la dirección de fútbol base de la Agrupación Deportiva Alcorcón además del equipo "C" del Grupo 8 de la Segunda Aficionados Madrid. En enero de 2020, firma por el Regional Sports de la UAE Second Division League de Emiratos, en el que trabaja durante 5 meses.
En la temporada 2020-21, Di Giosia firma por el Club Deportivo Leganés "C" del Grupo 4 de la Primera Aficionados de Madrid.
El 30 de julio de 2021, firma como entrenador del Mazarrón Fútbol Club de la Tercera División de España, en el que trabaja hasta noviembre del mismo año.
El 5 de enero de 2023, firma por el Racing Rioja Club de Fútbol de la Segunda Federación.

Como Director de Fútbol Base
Comenzó su trayectoria en la Agrupación Deportiva Alcorcón en la temporada 2018-19 hasta 2020. 
El 10 de julio de 2023, firma con el Club León como director de fútbol base del club. 

## Trayectoria como entrenador/director fútbol base
| Club                          | País                   | Año         |
| ----------------------------- | ---------------------- | ----------- |
| UD Sanse (2.º entrenador)     | España                 | 2016-2017   |
| Agrupación Deportiva Alcorcón | España                 | 2018-2020   |
| Regional Sports               | Emiratos Árabes Unidos | 2020        |
| Club Deportivo Leganés        | España                 | 2020-2021   |
| Mazarrón Fútbol Club          | España                 | 2021        |
| Racing Rioja Club de Fútbol   | España                 | 2023        |
| Club León                     | México                 | 2023-Actual |